# NGC 2845
NGC 2845 je galaksija u zviježđu Jedru.

## Vanjske poveznice
- SEDS: NGC 2845